# Acaena trifida
Acaena trifida är en rosväxtart som beskrevs av Hipólito Ruiz López och Pav.. Acaena trifida ingår i släktet taggpimpineller, och familjen rosväxter. Utöver nominatformen finns också underarten A. t. glabrescens.